# Kärlek, bröd och fantasi
Kärlek, bröd och fantasi (italienska: Pane, amore e fantasia) är en italiensk romantisk komedi från 1953 i regi av Luigi Comencini.

## Roller (urval)
- Vittorio De Sica – Antonio Carotenuto
- Gina Lollobrigida – Maria De Ritis
- Marisa Merlini – Annarella Mirziano
- Virgilio Riento – Don Emidio
- Tina Pica – Caramella
- Maria-Pia Casilio – Paoletta
- Roberto Risso – Pietro Stelluti
- Memmo Carotenuto – Sirio Baiocchi
- Vittoria Crispo – Maria Antonia De Ritis
- Guglielmo Barnabò – Don Concezio